# 튀니지의 경제
튀니지의 경제는 수십 년간의 무거운 국가 방향과 참여 끝에 자유화 과정에 있다. 신중한 경제 및 재정 계획은 10년 이상 완만하지만 지속적인 성장을 가져왔다. 튀니지의 경제 성장은 역사적으로 석유, 인산염, 농식품, 자동차 부품 제조, 관광에 의존해 왔다. 2015년~2016년 세계 경쟁력 보고서에서 튀니지는 92위를 차지했다. 2014년 인간 개발 지수 보고서에 따르면 튀니지는 세계 96위, 아프리카 5위다.
2015년은 튀니지의 주요 분야 중 하나인 관광업을 중심으로 경제성장에 영향을 미칠 가능성이 높은 테러 공격으로 기록되었다.

## 대외무역 및 투자

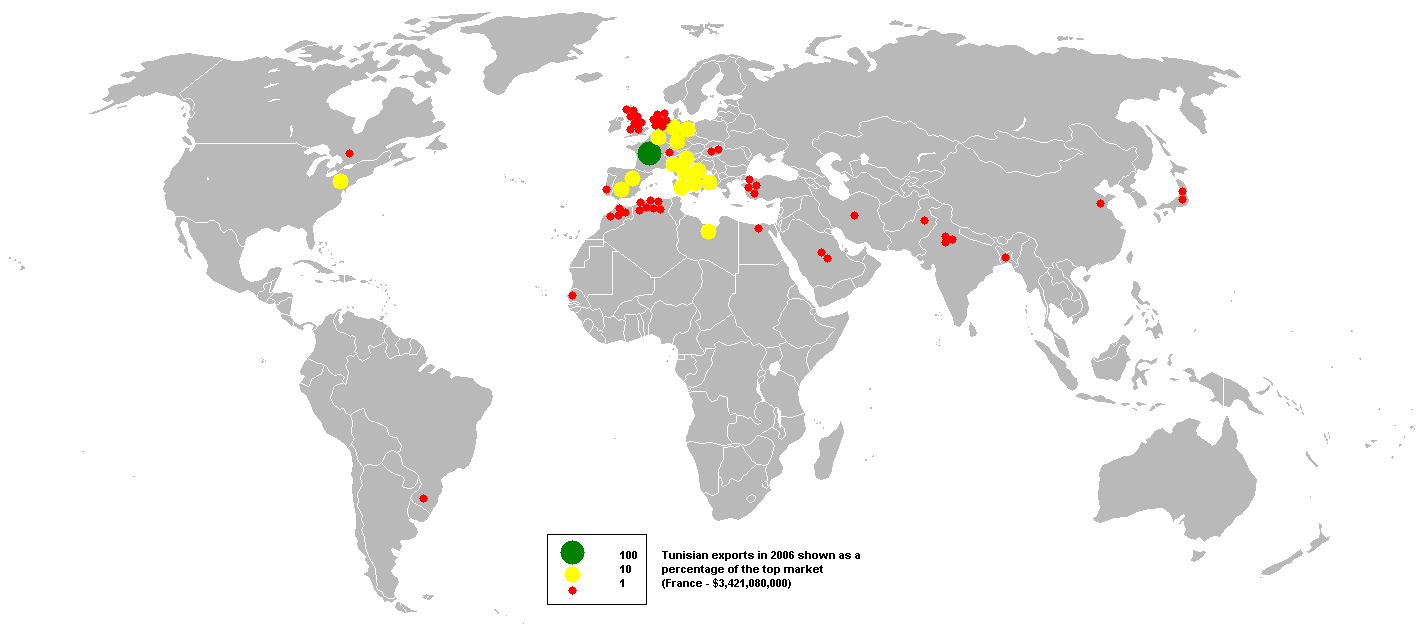
2006년 튀니지 수출액

1992년 튀니지는 6년 만에 민간 국제자본시장에 재진입해 국제수지 지원을 위한 1000만달러의 신용을 확보했다. 2003년 1월 스탠더드 앤드 푸어스(S&P)는 튀니지에 대한 투자등급 신용등급을 확정했다. 2002년~2003년 세계 경제 포럼(WEF)은 세계 경쟁력 지수에서 튀니지를 34위로 선정했다(대륙의 리더인 남아프리카 공화국보다 2위 뒤처짐). 2002년 4월 튀니지의 1997년 이후 첫 미국 달러 표시 국채 발행으로 4억5천800만달러가 조달됐으며 2012년 만기가 도래했다.
튀니지 증권거래소는 국영 금융시장위원회의 관리 하에 있으며 50개 이상의 기업이 상장되어 있다. 정부는 기업들의 거래소 가입을 장려하기 위해 상당한 세금 혜택을 제공하고 있으며, 확대되고 있다.
튀니지 정부는 1993년 외자 유치를 위해 통일된 투자 코드를 채택했다. 튀니지에서는 비교적 낮은 인건비와 인근 유럽 시장으로의 우선적 접근을 이용하기 위해 1,600개 이상의 수출 지향 합작기업이 운영되고 있다. 튀니지의 무역을 지배하고 있는 유럽 국가들과 경제 관계가 가장 밀접하다. 튀니지의 통화인 디나르는 튀니지 밖에서는 거래되지 않는다. 그러나 진정한 상업거래와 투자거래에는 부분전환성이 존재한다. 튀니지 주민들에 의한 운영은 여전히 특정한 제한이 있다.
튀니지 상장기업의 시가총액은 세계은행이 2007년 GDP의 15%인 53억달러로 평가한 바 있다.
2007년 외국인 직접투자는 2007년 총 20억 튀니지 디나르로 총 투자액의 5.18%를 차지했다. 이는 2006년에 비해 35.7% 증가한 수치로, 271개의 신규 외국기업과 222개의 국내 거점기업 확대를 포함한다.
2007년 경제성장률은 6.3%로 10년 만에 최고치다.
튀니지는 11월 29일과 30일 세계 각국 정상들과 투자회의를 열어 300억달러에 달하는 공공사업 재원을 확보하기로 약속했다.
튀니지의 리비아 수출은 2020년부터 2024년 사이에 18%를 넘어섰습니다.

## 에너지
튀니지의 천연자원은 이웃 국가인 알제리나 리비아와 비교하면 미미한 수준이다. 천연자원의 부족은 석유를 수입하도록 강요했고, 이는 2006년 4월 26일 휘발유 가격 상승의 한 원인이 되었다. 리터는 1디나르 기준치를 넘어 1.50디나르에 팔렸다(구매력 평가 관점에서 유럽 가격과 동등한 가격).

## 같이 보기
- 아프리카의 경제